# Кубок Молдови з футболу 1997—1998
Кубок Молдови з футболу 1997–1998 — 7-й розіграш кубкового футбольного турніру в Молдові. Титул вдруге поспіль здобув Зімбру.

## 1/8 фіналу
| Команда 1                 | Заг.    | Команда 2              | 1-й матч | 2-й матч |
| ------------------------- | ------- | ---------------------- | -------- | -------- |
| 7/12 березня 1998         |         |                        |          |          |
| Шериф (2)                 | 2:6     | Зімбру                 | 0:2      | 2:4      |
| Конструктурул (Кишинів)   | 2:1     | Олімпія (Бєльці)       | 2:0      | 0:1      |
| Реут (Оргіїв) (2)         | -:+     | Рома (Бєльці)          | -:+      | -:+      |
| Сперанца (Ніспорени)      | 0:7     | Молдова-Газ            | 0:2      | 0:5      |
| Уніспорт                  | 2:6     | Тилігул                | 0:3      | 2:3      |
| Зімбру-2 (2)              | 0:2     | Ністру (Атаки)         | 0:2      | 0:0      |
| Локомотив (Бессарабка)    | 4:4 (ч) | Стімолд-МіФ (Кишинів)  | 4:1      | 0:3      |
| Енергетик (Дубоссари) (2) | 2:5     | Думбрава (Кожушна) (2) | 0:3      | 2:2      |

## 1/4 фіналу
| Команда 1               | Заг. | Команда 2              | 1-й матч | 2-й матч |
| ----------------------- | ---- | ---------------------- | -------- | -------- |
| 1/15 квітня 1998        |      |                        |          |          |
| Зімбру                  | 2:1  | Рома (Бєльці)          | 1:0      | 1:1      |
| Молдова-Газ             | 0:2  | Тилігул                | 0:1      | 0:1      |
| Конструктурул (Кишинів) | 16:1 | Думбрава (Кожушна) (2) | 9:0      | 7:1      |
| Ністру (Атаки)          | 8:0  | Стімолд-МіФ (Кишинів)  | 5:0      | 3:0      |

## 1/2 фіналу
| Команда 1                | Заг. | Команда 2               | 1-й матч | 2-й матч |
| ------------------------ | ---- | ----------------------- | -------- | -------- |
| 29 квітня/13 травня 1998 |      |                         |          |          |
| Зімбру                   | 7:0  | Тилігул                 | 4:0      | 3:0      |
| Ністру (Атаки)           | 3:4  | Конструктурул (Кишинів) | 2:1      | 1:3      |

## Фінал
| 27 травня 1998 |

| Зімбру       | 1:0      | Конструктурул (Кишинів) |
| ------------ | -------- | ----------------------- |
| Катинсус 29' | Протокол |                         |

| Республіканський стадіон, Кишинів Глядачів: 14 000 Арбітр: Андрій Яковлев |